# Harry Vorselen
Harry Vorselen (* 1968 in Thorn) ist ein niederländischer Dirigent und Hornist.

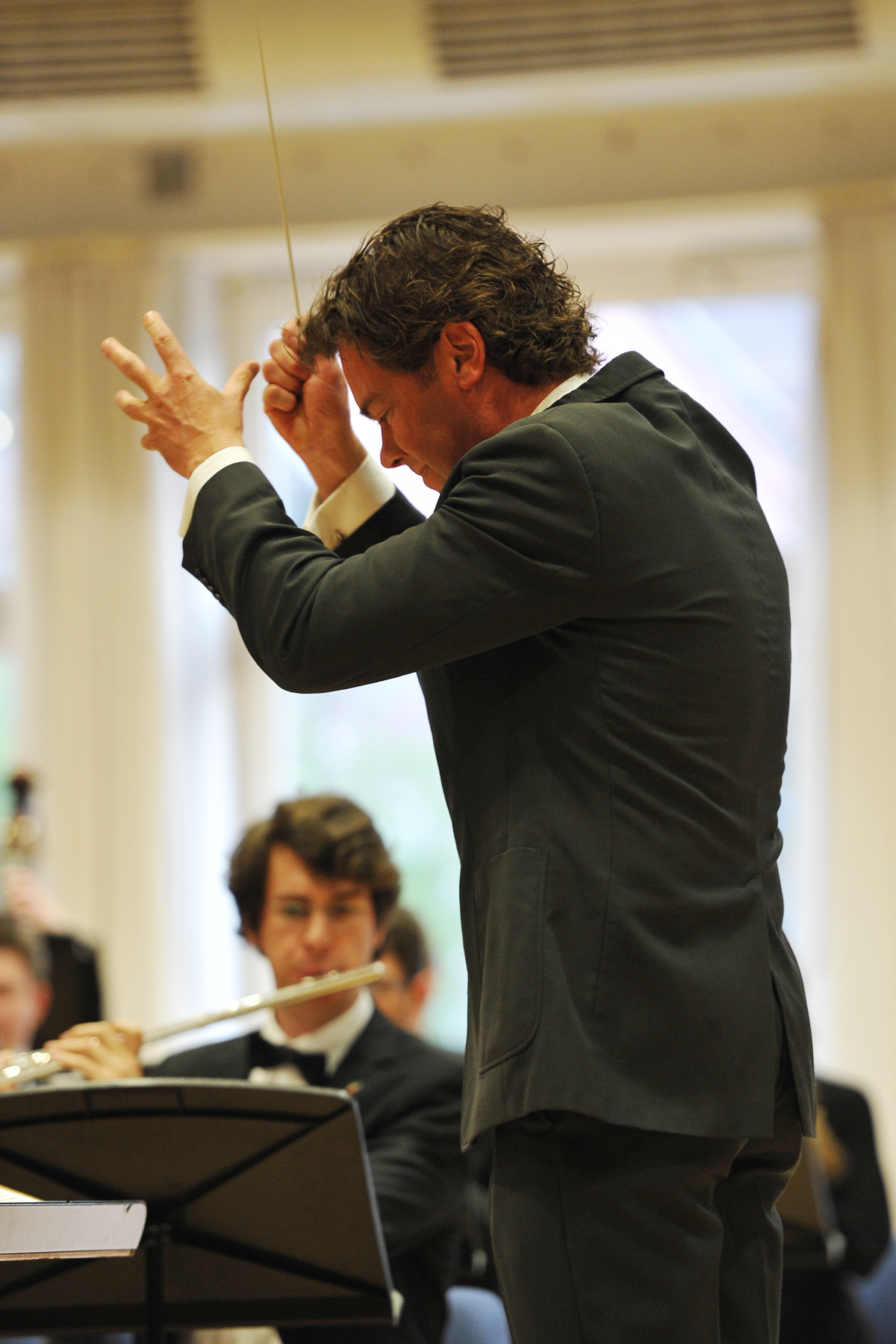
Harry Vorselen

## Leben
Mit acht Jahren begann Harry Vorselen seinen musikalischen Werdegang bei der Königlichen Harmonie in Thorn. Ab 1987 studierte er Horn an der Hochschule für Musik in Maastricht. Während und nach seinem Studium war Harry Vorselen u. a. Solohornist beim Schleswig-Holstein Musik Festival und dem Europäischen Jugendorchester. Er musizierte dort unter den Dirigenten   Bernard Haitink, Claudio Abbado, Carlo Maria Giulini, Mariss Jansons und Waleri Abissalowitsch Gergijew. Ein Engagement als Solohornist beim Rundfunk Symphonie Orchester der Niederlande von 1992 bis 2002 folgte. Er gab Konzerte mit dem Niederländischen Bläser Ensemble und dem Königlichen Concertgebouw-Orchester in Amsterdam. 2010 beendete er sein Studium im Fach Dirigieren bei Enrico Delamboye an der Hochschule für Musik in Maastricht.
2012 trat er die Nachfolge von Pierre Kuijpers als Chefdirigent der Jungen Bläserphilharmonie NRW an. Harry Vorselen arbeitete erfolgreich mit verschiedenen Orchestern zusammen, wie der Jungen Studentischen Bläserphilharmonie und der Bläserphilharmonie Aachen. Mit beiden Orchestern konnte er beim World Music Contest in Kerkrade eine Goldmedaille mit Auszeichnung gewinnen. Seit 2022 ist er Chefdirigent des Aachener Studentenorchesters.